# Andalusische Zikade
Die Andalusische Zikade (Tibicina picta) ist eine Art der Singzikaden und in Südwesteuropa beheimatet.

## Merkmale
Die Art erreicht eine Körperlänge von ungefähr 2 cm und eine Flügelspannweite von 5 cm. Die Grundfarbe des Körpers ist braun, die Flügel sind glasig und durchsichtig. An den Beinen befinden sich Dornen.

## Verbreitung
Die Andalusische Zikade ist eine Art des westmediterranen Klimabereichs. Sie lebt in Spanien und Südfrankreich. Hier ist sie vor allem in den südlicheren Gebieten lokal häufig und hat ein geschlossenes Vorkommen. Es wird auch über Vorkommen in Italien, Portugal und Nordafrika berichtet.

## Lebensweise
Als Nahrung dienen der Art Pflanzensäfte verschiedener Gras- und Straucharten. Die Larven leben unterirdisch an Pflanzenwurzeln.
Mit ihrem Gesang signalisieren die gut getarnt in Büschen und Bäumen sitzenden Männchen ihre Fortpflanzungsbereitschaft und versuchen Weibchen anzulocken. Sie grenzen dabei gleichzeitig ihr Revier gegen Rivalen ab. Nach der Begattung legen die Weibchen ihre Eier in Pflanzenteile. Die oberirdisch schlüpfenden, kleinen Larven steigen zum Boden hinab und arbeiten sich mit den zu Grabschaufeln umgewandelten Vorderbeinen in die Erde, wo sie mehrere Jahre verbringen, ehe sie zur letzten Häutung wieder an die Oberfläche kommen. Dort kann man nach der Adulthäutung die verbleibende Larvenhaut – die Exuvie – an exponierten Stellen finden. Erwachsene Zikaden leben nur einen Sommer lang und sterben anschließend.

## Taxonomie
In der Literatur finden sich zahlreiche Synonyme der Art, unter anderem
- Cicada baetica Rambur 1840
- Cicada tomentosa Olivier 1790
- Cicadetta pocta Boulard 1988
- Tettigonia picta Fabricius 1794
- Tibicen baetica Gomez-Menor 1957
- Tibicen beaticus Sanborn 2013
- Tibicina baetica Puton 1886
- Tibicina boetica Puton 1875
- Tibicina boeticus Puton 1899
- Tibicina cisticola Villiers 1977
- Tibicina tomentosa Boulard 1977

Eine ähnliche südwesteuropäische Tibicina-Art ist Tibicina garricola. Bei Tibicina baetica scheint es sich um ein Synonym zu Tibicina tomentosa zu handeln, die Einteilung der einzelnen Arten ist aufgrund der verschiedenen historischen Beschreibungen mit zahlreichen Synonymen jedoch noch nicht abschließend geklärt.